# Aleksandr Osadchi
Aleksandr Petróvich Osadchi (en ucraniano: Олександр Петрович Осадчий; en ruso: Александр Петрович Осадчий; Známyanka, 29 de mayo de 1907 - Kiev, 2 de mayo de 1981) fue un piloto soviético, Héroe de la Unión Soviética (1945) por su papel en la Segunda Guerra Mundial y participante en la guerra civil española. También fue comandante de la 11ª División de Aviación de Caza de la Guardia del 2º Cuerpo de Aviación de Asalto de la Guardia del 2º Ejército Aéreo del Primer Frente Ucraniano y Mayor General de Aviación de la Guardia.

## Biografía
Nació en la ciudad de Známyanka (actual óblast de Kirovograd, Ucrania) en una familia de trabajadores ucraniana. Completó siete grados de secundaria y trabajó como electricista en la estación de tren Kiev-2. En 1929 fue reclutado para el Ejército Rojo y en 1931 se graduó en la escuela de pilotos de Aviación Militar de Borisoglebsk. Sirvió en el Distrito Militar de Kiev como comandante de escuadrón.
Osadchi participó en la guerra civil española de enero a julio de 1937 al mando de un biplano I-15, el comandante del tercer escuadrón de caza. El asedio fue derribado por un bombardero Do-17 en una batalla aérea al sur de Madrid. A principios de marzo de 1937, destruyó dos cazas He-51 en una batalla sobre Teruel. En una de las últimas batallas sobre Huesca, derribó dos cazas Fiat CR-32.
A su vuelta a la Unión Soviética, recibió el título de comandante del 28.º Regimiento de Aviación de Caza de la 69.ª Brigada de Aviación de Caza  en abril de 1938. Al frente del regimiento, participó en la campaña del Ejército Rojo en Ucrania Occidental en septiembre de 1939 y en la entrada de las tropas soviéticas en Besarabia entre junio y julio de 1940. Se hizo miembro del PCUS desde 1940. En las batallas de la Segunda Guerra Mundial desde junio de 1941, luchó en el Primer Frente Ucraniano. En mayo de 1945, fue nombrado Mayor General de Aviación de la Guardia. A lo largo de la guerra, realizó 39 salidas de combate para reconocer y atacar la mano de obra y el equipo del enemigo, infligiéndoles pérdidas significativas.
Por decreto del Presidium del Soviet Supremo de la URSS del 27 de junio de 1945, el mayor general de aviación Alexandr Osadchi fue galardonado con el título de Héroe de la Unión Soviética con la Orden de Lenin y la medalla de la Estrella de Oro.
Después del final de la guerra, continuó sirviendo en la Fuerza Aérea Soviética hasta 1949, cuando fue dado de alta en la reserva por enfermedad con el rango de mayor general. Vivió en Kiev, donde murió el 2 de mayo de 1981. Fue enterrado en Kiev en el cementerio militar de Lukyanivka.

## Premios
- Héroe de la Unión Soviética (27 de junio de 1945)
- Dos Órdenes de Lenin
- Cuatro Órdenes de la Bandera Roja
- Orden de Suvórov, 2º grado
- Orden de Kutúzov, 2º grado
- Orden de la Guerra Patriótica, 2º grado